# Станић Ријека (Добој Исток)
Станић Ријека је насељено мјесто у општини Добој-Исток, Босна и Херцеговина.

## Историја
До рата, Станић Ријека је у цјелини била у саставу општине Добој.

## Становништво
|             | 2013.        | 1991.           | 1981.           | 1971.           |
| Укупно      | 701 (100,0%) | 1 823 (100,0%)  | 1 634 (100,0%)  | 1 374 (100,0%)  |
| Бошњаци     | 674 (96,15%) | 1 545 (84,75%)1 | 1 356 (82,99%)1 | 1 155 (84,06%)1 |
| Муслимани   | 22 (3,138%)  | –               | –               | –               |
| Босанци     | 3 (0,428%)   | –               | –               | –               |
| Непознато   | 1 (0,143%)   | –               | –               | –               |
| Остали      | 1 (0,143%)   | 59 (3,236%)     | 7 (0,428%)      | 3 (0,218%)      |
| Срби        | –            | 164 (8,996%)    | 175 (10,71%)    | 183 (13,32%)    |
| Југословени | –            | 44 (2,414%)     | 84 (5,141%)     | 18 (1,310%)     |
| Хрвати      | –            | 11 (0,603%)     | 11 (0,673%)     | 10 (0,728%)     |
| Словенци    | –            | –               | 1 (0,061%)      | –               |
| Македонци   | –            | –               | –               | 5 (0,364%)      |

1. 1 На пописима од 1971. до 1991. Бошњаци су пописивани углавном као Муслимани.